# المعهد العربي لحقوق الإنسان
المعهد العربي لحقوق الإنسان  هو منظمة غير حكومية عربية مستقلة مقرها في  تونس، تأسست سنة 1989، بمبادرة من المنظمة العربية لحقوق الإنسان واتحاد المحامين العرب والرابطة التونسية للدفاع عن حقوق الإنسان وبدعم من مركز الأمم المتحدة لحقوق الإنسان. وقد تحصل المعهد على جائزة اليونسكو الدولية لتدريس حقوق الإنسان لسنة 1992. 
الإستراتيجية:  
تدعيم استمرارية المعهد كبيت خبرة في مجال التربية على حقوق الإنسان. 
تطوير النماذج ومنهجيات العمل المتعلقة بقضايا حقوق الإنسان والانتقال الديمقراطي وتعميمها في المنطقة العربية.

## ϖ الأهداف
يهدف  المعهد العربي لحقوق الإنسان إلى نشر ثقافة حقوق الإنسان المدنية والسياسية والاقتصادية والاجتماعية والثقافية، كما نص عليها الإعلان العالمي لحقوق الإنسان والمواثيق الدوليّة وتعزيز قدرات المنظمات غير الحكومية العربية في ترسيخ قيم الديمقراطية والمواطنة. 
ويعمل المعهد على:  
- تطوير نشاطات التدريب والتربية على حقوق الإنسان
- تطوير البحوث العلمية والأدوات التدريبية في مجال حقوق الإنسان
- تطوير دور الإعلام في نشر ثقافة حقوق الإنسان.
- تدعيم قدرات منظمات المجتمع المدني في البلدان العربية
- تقديم الخبرات في مجال حقوق الإنسان للمؤسسات الحكومية
- تيسير تبادل المعلومات المتعلقة بحقوق الإنسان.
- نشر ثقافة حقوق المرأة والطفل.

## ϖ العلاقــــات الدولــية

### يتمتع المعهد العربي لحقوق الإنسان ب
• صفة منظمة غير حكومية ذات علاقة رسمية استشارية لدى اليونسكو منذ 2005
• صفة منظمة غير حكومية مرتبطة بإدارة الإعلام في الأمم المتحدة منذ 2002
• صفة استشارية خاصة لدى المجلس الاقتصادي والاجتماعي التابع للأمم المتحدة  منذ 1997
• صفة مراقب لدى اللجنة الإفريقية لحقوق الإنسان والشعوب منذ 1997
• صفة مراقب لدى اللجنة العربية الدائمة لحقوق الإنسان منذ 1992

### تشمل اهتمامات المعهد الفئات التالية
- المنظمات غير الحكومية ومنظمات المجتمع المدني
- الفاعلون في الحقل التربوي (وزارات التربية والتعليم، الأساتذة والمدرسيين، الطلبة ومعدي المناهج...).
- الأجهزة التنفيذية والقضائية والتشريعية
- فئات خاصة كالمرأة والطفل واللاجئين والأشخاص ذوي الاحتياجات الخاصة..
- الإعلاميون

## ϖ الهياكل

### • مجلس الإدارة
ويتكون من رئيس المعهد وممثلين عن المنظمات الثلاث المؤسسة وممثل عن كل من المفوضية السامية لحقوق الإنسان بالأمم المتحدة واليونسكو واليونيسيف وصندوق الأمم المتحدة الإنمائي. يجتمع المجلس بصفة دورية ويقوم برسم سياسات المعهد ووضع استراتيجياته وبرامجه.و يتابع المجلس التنفيذي الذي يضم الرئيس ونائبيه قرارات مجلس الإدارة بين دورات انعقاده.

### • الهيئة العلمية
• هي هيئة استشارية تتكون من مجموعة من الخبراء العرب المختصين في مجال حقوق الإنسان وتقوم هذه 
الهيئة بتقديم المشورة العلمية لتنفيذ مشاريع المعهد. 

### •  فروعالمعهد العربي لحقوق الإنسان
فرع المعهد العربي  لحقوق الإنسان ببيروت – لبنان 
فرع المعهد العربي لحقوق الإنسان بالقاهرة –  مصر
فرع المعهد العربي لحقوق الإنسان بالدار البيضاء –المغرب
فرع المعهد العربي لحقوق الإنسان بالجنوب التونسي
فرع المعهد العربي لحقوق الإنسان ببنزرت

## ϖ التوجّهات الجديدة للمعهد العربي لحقوق الإنسان
انطلاقا من التحليل الأولي للواقع الإقليمي والمحلي الجديد والمتغير الذي يعمل المعهد داخله واعتمادا على نتائج النقاشات والحوارات التي أقامها المعهد في إطار اجتماعات هيئته العلمية وكذلك في إطار لقاءاته مع شركائه وعدد من المستفيدين من أنشطته في تونس وفي المنطقة العربية على مدى كامل الأشهر الأخيرة، توصل المعهد إلى تحديد ثلاثة توجهات كبرى لخطته الإستراتيجية القادمة 2012-2015:

### دعم قدرات واستمرارية منظمات المجتمع المدني العربي والفاعلين الجدد في المجالات التالية
الجانب المؤسسي: القيادة والإدارة الرشيدة للمنظمات، الإدارة المالية، تنمية العضوية، بناء قاعدة مجتمعية والارتباط بواقع وحاجيات المجتمع، التخطيط الاستراتيجي..
الجانب الموضوعاتي: دعم القدرات في القضايا الخاصة بحقوق الإنسان والانتقال الديمقراطي ووضع حقوق الإنسان في قلب هذا المسار (حقوق الإنسان، حقوق النساء والمساواة بين الجنسين، المواطنة، حرية الرأي والتعبير، التنمية الاجتماعية، المشاركة السياسية، مراقبة الانتخابات، التوعية السياسية والمدنية، البيئة والتنمية المستديمة، مكافحة الفساد والحوكمة الرشيدة، قضايا العدالة الانتقالية والمحاسبة والمصالحة..).
الجانب الخاص بالمنهجيات التطبيقية:
اعتماد النهج الحقوقي من خلال التخطيط وتحليل الواقع، دراسة الحاجيات واختيار الحلول وفق مبدأ المشاركة، التشبيك وبناء التحالفات، التثقيف الشعبي، اعتماد مقاربة النوع الاجتماعي، تقنيات المدافعة والتفاوض والمراقبة وكسب التأييد وتطوير السياسات، الاستدامة وتقييم وقياس الأثر.

#### الوسائل
التدريب المتخصص وتدريب المدربين (بالحضور المباشر وباستعمال الأدوات الحديثة للاتصال والأدوات التدريبية غير التقليدية).
المنتديات المفتوحة لفئات متنوعة.
إصدار الأدلة التدريبية والتثقيفية.

### إصلاح المؤسسات ودعم القدرات من أجل المشاركة والتأثير في وضع وتطوير السياسات والقوانين في عدة مجالات
صياغة أو تعديل الدساتير بما يتماشى مع معايير حقوق الإنسان (دسترة حقوق الإنسان وجعلها في قلب مسارات الانتقال الديمقراطي)
إصلاح القضاء
إصلاح الأجهزة الأمنية
إصلاح الإعلام
إصلاح الإدارة
إصلاح التعليم
قضايا العدالة الانتقالية
قضايا الحكامة الرشيدة والشفافية والمحاسبة
منوال التنمية والسياسات الاقتصادية والاجتماعية والثقافية

#### الوسائل
إنشاء مركز موارد للتوثيق والمعلومات والتجارب الخاصة بقضايا الانتقال الديمقراطي.
تبادل التجارب والخبرات على المستوى الإقليمي والدولي (زيارات، خبرات..).
تنظيم الورشات والندوات الفكرية.
إعداد البحوث والورقات التحليلية والورقات حول السياسات policy briefs.
تكوين مجموعات خبراء حول قضايا متخصصة.

### ثقافة حقوق الإنسان والهوامش: تقليص فجوات الحقوق والتقليص من الهوامش
المقصود بالهوامش: مجموعات الفقراء والضعفاء والمستبعدين، مع الأخذ بعين الاعتبار النساء والأطفال واللاجئين وحاملي الإعاقة والمساجين، وساكني الأرياف والمناطق المحرومة والأقليات...
أبعاد التهميش: سياسي، ثقافي، اقتصادي، جغرافي، اجتماعي
تتميز هذه الفئات بقدرة محدودة على المطالبة بالحقوق والنفاذ للموارد والتحكم بها.

#### وسائل تمكين الفئات المهمشة من الوصول لحقوقها الإنسانية
بناء المعرفة بقضايا التهميش (إنتاج المعرفة حول آليات التهميش والإقصاء ومواجهته، بناء نماذج وتوثيق الممارسات الجيدة، تطوير أدوات تعليمية لتمكين الفئات من التحليل والمطالبة بالحقوق).
دعم قدرات الفاعلين والأطراف المعنية لمواجهة التهميش (تطوير منهجيات لتدريب المجتمعات والقيادات المحلية حول قضايا التهميش - بناء خبرات وطنية وإقليمية حول تثقيف الفئات المهمشة).
تطوير ثقافة حقوق الإنسان في النهوض بالمسؤولية الاجتماعية تجاه قضايا التهميش (تأسيس مسارات للتأثير في السياسات الاجتماعية  والتشريعات - الدفع نحو اعتماد المسؤولية الاجتماعية للقطاع الخاص - بناء فضاءات للربط بين الفاعلين في مجالات التنمية والتضامن وحقوق الإنسان).

## ϖ مراجع
الموقع الإلكتروني
1. ↑  المعهد العربي لحقوق الإنسان نسخة محفوظة 04 مايو 2017 على موقع واي باك مشين.

الخطة الإستراتيجية 2014-2016 للمعهد العربي لحقوق الإنسان